# Храм Димитрия Солунского (Петрозаводск)
Храм Димитрия Солунского — православный храм в районе Сулажгора города Петрозаводска, на Сулажгорском кладбище. Находится в юрисдикции Петрозаводской епархии Русской православной церкви.

## История
Первый храм в деревне Сулажгора появился в XVIII веке, когда была построена часовня во имя Святого Вакха (до настоящего времени не сохранилась).
В 1858 году был построен деревянный на каменном фундаменте храм во имя святого великомученика Дмитрия Солунского (в районе современной улицы Клубной). Самостоятельный приход при храме был открыт в 1911 году.
В 1930-х годах церковь была закрыта, здание передано под клуб. В 1989 году бывшее здание церкви сгорело. В конце 1990-х годов на месте, где стояла церковь, был воздвигнут памятный крест.
В 2002 году был построен новый каменный храм во имя святого великомученика Димитрия Солунского. Инициатором его строительства стал депутат Законодательного Собрания Республики Карелия Александр Павлович Лукин, у которого в 2001 году в Петрозаводске трагически погиб сын Димитрий, участник военных действий в Чечне.
В апреле 2008 года рядом с храмом открыт приходской дом.
15 августа 2005 года на Сулажгорском кладбище Архиепископом Карельским и Петрозаводским Мануилом и Епископом Архангельским и Холмогорским Тихоном была освящена новая часовня во имя святой Иулии и святой Анны.

## Внешний вид и внутреннее убранство
Храм каменный, в виде правильного креста, размером 10,5×10,5 м.
На стенах к церкви изображены образы святых первоверховных апостолов Петра и Павла, апостола Иоанна Богослова, св. благоверный князь Александр Невский, великомученица Екатерина и великомученик Димитрий Солунский, на западной стене — икона Крестовоздвижения Господня.
Главные святыни: Икона Пресвятой Богородицы «Песчанская», «Неопалимая Купина», Лиддская икона Божией Матери.

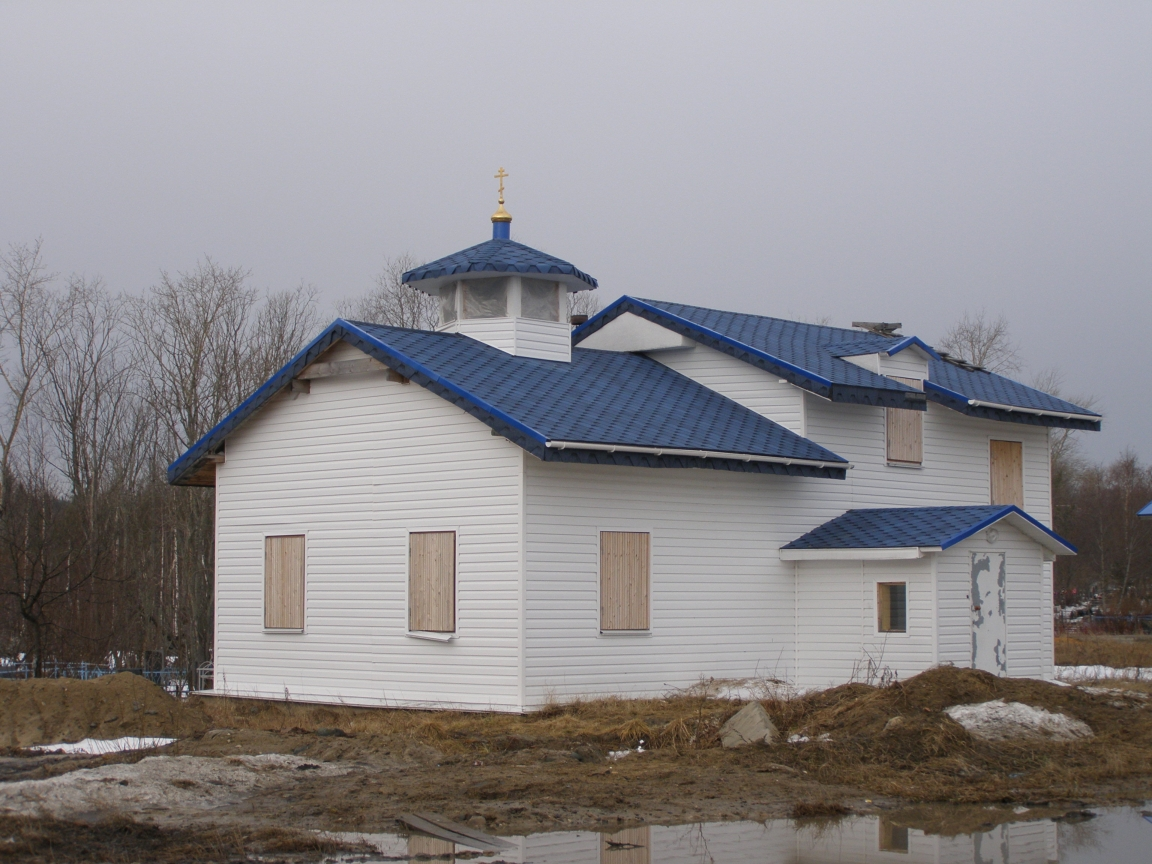
Приходской дом в микрорайоне Сулажгора в Петрозаводске
Часовня во имя святых Иулии и Анны
Поклонный крест в микрорайоне Сулажгора в Петрозаводске